# Biserica de lemn din Dumbrava (Livezile)

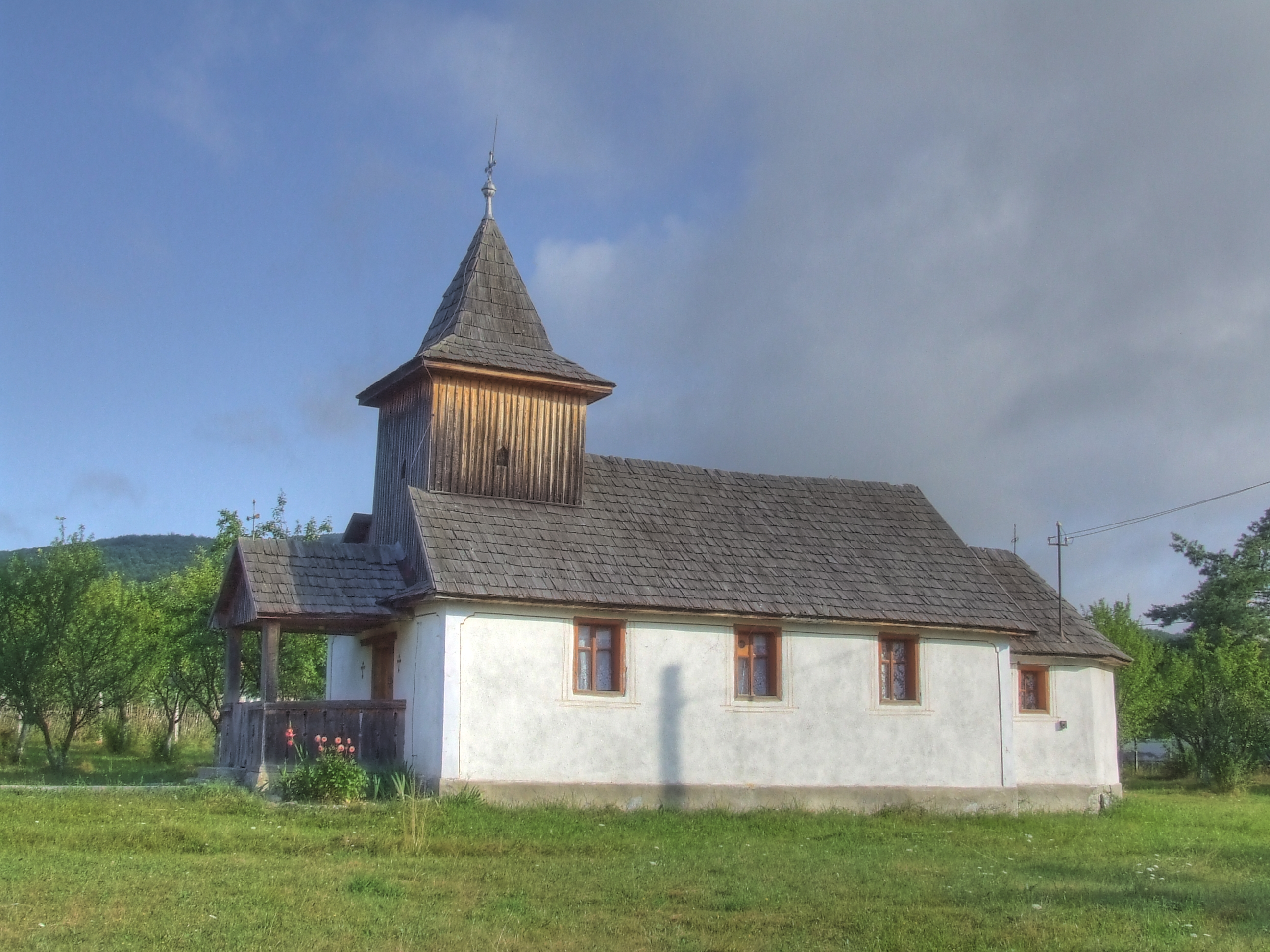
Biserica de lemn din Dumbrava, județul Bistrița-Năsăud. Vedere sudică. Foto: 2009

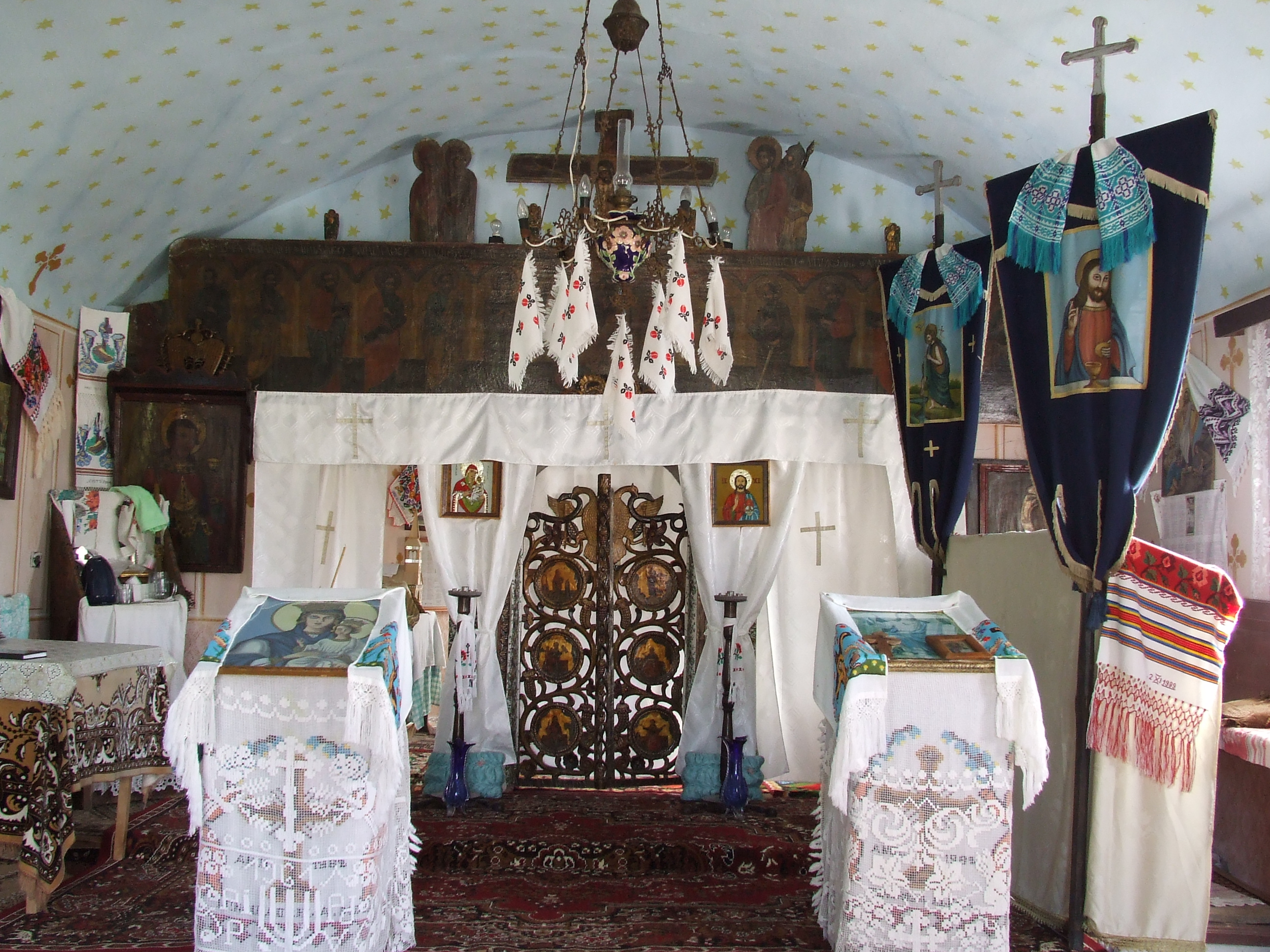
Biserica de lemn din Dumbrava, județul Bistrița-Năsăud. Iconostasul. Foto: 2009

Biserica de lemn din Dumbrava, comuna Livezile, județul Bistrița-Năsăud a fost construită în secolul XVII. Are hramul „Sfinții Arhangheli Mihail și Gavriil”.  Biserica se află pe noua listă a monumentelor istorice sub codul LMI:  BN-II-m-B-01651. 

## Istoric și trăsături
Biserica de lemn, cu hramul „Sfinții Arhangheli Mihail și Gavriil”, a fost construită inițial în satul Susenii Bârgăului, în secolul XVII. În parohia Susenii Bârgăului se mai păstrează icoane care au aparținut vechii biserici de lemn, icoane datate 1645, respectiv 1700. În anul 1909 biserica, care nu mai era folosită, a fost mutată în localitatea Iad (în prezent Livezile); ulterior, în anul 1957, biserica a fost încă o dată demontată și strămutată în satul Dumbrava. În urma acestor mutări repetate și planul și elevația au suferit transformări. În prezent planul este dreptunghiular, cu pronaos, naos și altar, având absida decroșată, cu cinci laturi. Intrarea se face pe latura de vest. Biserica este tencuită atât în interior, cât și la exterior. În interior se păstrează o parte din obiectele vechi ale bisericii, între care un epitaf, trădând, prin detalii, influențe apusene, datat 1780, ușile împărătești, bogat ornamentate, și asupra cărora s-a intervenit prin repictare și două icoane ale Arhanghelului Mihail.